# Ludwig Bene
Karl Theodor Ludwig Bene (* 20. April 1837 in Bochum; † Juli 1920) war ein preußischer Generalleutnant.

## Leben

### Herkunft
Bene war der Sohn eines Gerichtsrats und dessen Ehefrau, einer geborenen Natorp.

### Militärkarriere
Bene trat am 1. Oktober 1854 als Avantageur in das 15. Infanterie-Regiment der Preußischen Armee ein und avancierte bis Mitte Juni 1857 zum Sekondeleutnant. Für drei Jahre war er ab Oktober 1861 Adjutant des I. Bataillons in Minden, stieg im Januar 1864 zum Premierleutnant auf und nahm im gleichen Jahr am Krieg gegen Dänemark teil. Während des Deutschen Krieges führte Bene 1866 die 5. Kompanie im Mainfeldzug. Im Gefecht bei Dermbach war er an der Erstürmung des Nebelberges beteiligt und auch bei Aschaffenburg konnte sich Bene durch das Zurückdrängen feindlicher Schützen über den Aschaff besonders auszeichnen. Dafür wurde ihm der Rote Adlerorden IV. Klasse mit Schwertern verliehen. Als Hauptmann und Chef der 5. Kompanie nahm Bene während des Krieges gegen Frankreich an der Schlacht bei Colombey teil. Am 27. September 1870 wurde er bei Mercy-le-Haut durch einen Schuss durch die Finger der rechten Hand schwer verwundet und mit dem Eisernen Kreuz II. Klasse sowie der Lippischen Militär-Verdienstmedaille ausgezeichnet.
Nach dem Friedensschluss war Bene 1877 während des Kaisermanövers bei Düsseldorf Kommandeur der Ehrenwache und Kommandant des Schlosses Benrath, in dem sich der Kaiser mit seinem Gefolge aufhielt. Ende April 1878 folgte seine Beförderung zum Major und Mitte Februar 1880 die Ernennung zum etatsmäßigen Stabsoffizier. Anlässlich der Beisetzungsfeierlichkeiten des Regimentschefs Friedrich von Oranien-Nassau in Delft gehörte Bene im September 1881 einer Abordnung seines Regiments an und wurde zwei Monate später zum Kommandeur des I. Bataillons ernannt. Mit der Beförderung zum Oberstleutnant kam er am 3. Dezember 1885 als etatsmäßiger Stabsoffizier in das 4. Rheinische Infanterie-Regiment Nr. 30 nach Saarlouis. Unter Stellung à la suite beauftragte man ihn am 3. August 1888 zunächst mit der Führung des 4. Badischen Infanterie-Regiments „Prinz Wilhelm“ Nr. 112 und ernannte Bene einen Tag später mit der Beförderung zum Oberst zum Regimentskommandeur. Als Generalmajor war er dann ab dem 16. Mai 1891 Kommandeur der 6. Infanterie-Brigade in Stettin. In dieser Stellung wurde er im September 1892 mit dem Roten Adlerorden II. Klasse mit Eichenlaub und Schwertern am Ringe ausgezeichnet. Unter Verleihung des Charakters als Generalleutnant stellte man Bene am 19. Dezember 1893 in Genehmigung seines Abschiedsgesuches mit der gesetzlichen Pension zur Disposition.

### Familie
Bene war mit einer Bozi verheiratet. Aus der Ehe ging der Sohn Gustav (* 1872) hervor, der ebenfalls eine Militärkarriere in der Preußischen Armee einschlug und bis zum Oberstleutnant aufstieg.